# Натхолл, Бетти
Бетти Мэй Натхолл (англ. Betty May Nuthall, в замужестве Шумейкер, Shoemaker; 23 мая 1911, Сербитон, Англия — 8 ноября 1983, Нью-Йорк, США) — британская теннисистка-любительница, 4-я ракетка мира среди женщин в 1929 году. Победительница чемпионата США (1930) в одиночном разряде, 8-кратная победительница турниров Большого шлема в женском и смешанном парном разряде, обладательница Кубка Уайтмен (1928) в составе сборной Великобритании. Член Международного зала теннисной славы с 1977 года.

## Биография
Бетти Натхолл начала играть в теннис в семь лет в лондонском пригороде. Первым учителем девочки стал её отец — Стюарт Натхолл, сам участвовавший в теннисных турнирах. С 1924 по 1926 год Бетти трижды подряд становилась победительницей Уимблдонского турнира среди девушек и в 1926 году, в возрасте 15 лет, дебютировала во взрослом турнире. Ей удалось выйти во второй круг, где её остановила Фиби Холкрофт-Уотсон.
В 1927 году 16-летняя Бетти, всё ещё подававшая мяч снизу, выиграла чемпионат Великобритании на твёрдых (грунтовых) кортах, а на Уимблдонском турнире пробилась в четвертьфинал, нанеся поражение чемпионке США Молле Маллори. В том же году на чемпионате США она дошла до финала, где уступила местной фаворитке Хелен Уиллз. Натхолл, которой к тому времени оставалось ещё два месяца до семнадцатилетия, делила звание самой молодой финалистки чемпионата США с Бесси Мур — финалисткой 1892 года — до 1978 года, когда этот рекорд побила Пэм Шрайвер. Этот год был также ознаменован для Натхолл приглашением в сборную Великобритании для участия в розыгрыше Кубка Уайтмен — традиционного матча британской и американской женских команд. В своём дебютном матче на Кубок Уайтмен Бетти взяла верх над Хелен Джейкобс, а на следующий год завоевала со сборной Великобритании этот трофей.
1929 год был ознаменован для Натхолл завоеванием первого в карьере титула в турнире Большой четвёрки (из серии наиболее престижных теннисных турниров, несколько позже получивших название «Большой шлем»). Это произошло снова в чемпионате США, где она первенствовала в миксте с американцем Джорджем Лоттом. На следующий год Натхолл завоевала титул чемпионки США и в одиночном разряде, выиграв финал за 36 минут и став первой чемпионкой США в одиночном разряде не из этой страны (в следующий раз британская представительница — Вирджиния Уэйд — первенствовала в этом турнире лишь в 1968 году). К титулу в одиночном разряде в 1930 году Бетти добавила победу в женских парах, где её партнёршей была ещё одна хозяйка корта — Сара Палфри. В дальнейшем Натхолл ещё дважды побеждала на чемпионате США в женских парах и один раз в миксте (снова с Лоттом). В одиночном разряде она становилась полуфиналисткой на следующий год после чемпионского звания, а также в 1933 году, проиграв Хелен Уиллз в трёх сетах.
Поскольку в то время поездка в Австралию была долгим, утомительным и дорогостоящим делом, Натхолл ни разу не участвовала в чемпионате Австралии, а в четвёртом из турниров Большого шлема — чемпионате Франции — играла только пять раз, в 1931 году став финалисткой. В полуфинале она победила немку Хильду Кравинкель, а затем уступила ещё одной представительнице той же страны Цилли Ауссем, в том году победившей не только в Париже, но и на Уимблдоне. В парных разрядах Натхолл завоевала во Франции три титула — в 1931 году в обоих и на следующий год в миксте со Фредом Перри. В общей сложности за период с 1927 по 1933 году британская теннисистка пять раз включалась в список десяти сильнейших теннисисток мира, составляемый ежегодно газетой Daily Telegraph, в том числе в 1929 году — на четвёртом месте. В Кубке Уайтмен она продолжала представлять Великобританию до 1939 года.
В годы Второй мировой войны Натхолл жила в США, где участвовала в организации клубов «Юнион Джек» для британских военнослужащих. После войны она работала в туристической компании Bristed Manning, где последовательно занимала посты вице-президента, президента и председателя совета директоров. В 1954 году Натхолл вышла замуж за Франклина Шумейкера.
В 1977 году имя Бетти Натхолл было включено в списки Международного зала теннисной славы. Она умерла от инфаркта в Нью-Йоркской больнице в 1983 году в возрасте 72 лет, на год пережив мужа.

## Стиль игры
Аллисон Данциг пишет, что сильнейшим оружием в арсенале Натхолл был удар открытой ракеткой с отскока. Она держала ракетку на отлёте и била ею, по выражению Данцига, как кистенём, с большой силой. Удары её были глубокими и точными, а тактика разнообразной. Натхолл была очень быстрым игроком и никогда не вела выжидательной игры. Отличительной деталью её одежды была неизменная белая налобная повязка.

## Финалы турниров Большого шлема за карьеру

### Одиночный разряд (1-2)
| Результат | Год  | Турнир            | Покрытие | Соперница в финале  | Счёт в финале |
| --------- | ---- | ----------------- | -------- | ------------------- | ------------- |
| Поражение | 1927 | Чемпионат США     | Трава    | Хелен Уиллз         | 1-6, 4-6      |
| Победа    | 1930 | Чемпионат США     | Трава    | Анна Маккьюн Харпер | 6-1, 6-4      |
| Поражение | 1931 | Чемпионат Франции | Грунт    | Цилли Ауссем        | 6-8, 1-6      |

### Женский парный разряд (4-2)
| Результат | Год  | Турнир            | Покрытие | Партнёрша                  | Соперницы в финале                    | Счёт в финале |
| --------- | ---- | ----------------- | -------- | -------------------------- | ------------------------------------- | ------------- |
| Поражение | 1927 | Чемпионат США     | Трава    | Джоан Фрай                 | Кэтлин Маккейн-Годфри Эрминтруд Харви | 1-6, 6-4, 4-6 |
| Победа    | 1930 | Чемпионат США     | Трава    | Сара Палфри                | Эдит Кросс Анна Маккьюн Харпер        | 3-6, 6-3, 7-5 |
| Победа    | 1931 | Чемпионат Франции | Грунт    | Эйлин Беннетт Уиттингстолл | Цилли Ауссем Элизабет Райан           | 9-7, 6-2      |
| Победа    | 1931 | Чемпионат США (2) | Трава    | Эйлин Беннетт Уиттингстолл | Хелен Джейкобс Дроти Раунд            | 6-2, 6-4      |
| Поражение | 1932 | Чемпионат Франции | Грунт    | Эйлин Беннетт Уиттингстолл | Элизабет Райан Хелен Уиллз-Муди       | 1-6, 3-6      |
| Победа    | 1933 | Чемпионат США (3) | Трава    | Фрида Джеймс               | Элизабет Райан Хелен Уиллз-Муди       | без игры      |

### Смешанный парный разряд (4-1)
| Результат | Год  | Турнир                | Покрытие | Партнёр      | Соперники в финале                 | Счёт в финале |
| --------- | ---- | --------------------- | -------- | ------------ | ---------------------------------- | ------------- |
| Победа    | 1929 | Чемпионат США         | Трава    | Джордж Лотт  | Филлис Ковелл Банни Остин          | 6-3, 6-3      |
| Победа    | 1931 | Чемпионат Франции     | Грунт    | Патрик Спенс | Дороти Шеферд-Баррон Банни Остин   | 6-3, 5-7, 6-3 |
| Победа    | 1931 | Чемпионат США (2)     | Трава    | Джордж Лотт  | Анна Маккьюн Харпер Уилмер Эллисон | 6-3, 6-3      |
| Победа    | 1932 | Чемпионат Франции (2) | Грунт    | Фред Перри   | Хелен Уиллз-Муди Сидни Вуд         | 6-4, 6-2      |
| Поражение | 1933 | Чемпионат Франции     | Грунт    | Фред Перри   | Маргарет Скривен Джек Кроуфорд     | 2-6, 3-6      |